# We are SMAP!
《We are SMAP!》是SMAP第19張專輯，於2010年7月21日由Victor Entertainment發行。

## 解説
- 相隔了1年10個月的全新專輯。另外不包括期間限定細碟，新碟也相隔了接近一年。
- CD封面仍然由『S map〜SMAP 014』開始負責的佐藤可士和設計。
- SMAP在『SMAP 003』首次開始，並由『SMAP 006〜SEXY SIX〜』之後一直收錄一首的主題音樂。但在今次專輯則沒有收錄，取而代之是不停收錄不同編曲版本的『We are SMAP!』，從而希望令專輯帶有連貫性。
- 部分歌曲是由Smappies演奏，是自『SMAP 007〜Gold Singer〜』以來的再次合作。
- 少有地SMAP在演唱會3個月前同時公佈專輯。
- 初回盤是以Digipak形式發行。
- 雖然CD上沒有印上「020」，只印上「We are SMAP!」及口號「EVERY DAY LOVE TOMORROW」，但貼紙上是印有「SMAP 020 We are SMAP!」。
- 和前張專輯一樣有雙CD，Disc 1是組合歌曲，Disc 2是5人的各自的獨唱歌曲。今次專輯是SMAP眾多原創專輯中收錄歌曲最多的專輯。
- 為配合專輯名稱的意思，4首歌曲名都含有「SMAP」的字樣。上一次在歌曲名包含「SMAP」字樣的是在《Can't Stop!! -LOVING-》的混合曲《SMAP MEDOLEY》（包括曲內的《SMAP》《SMAP No.5》）。

## 收錄歌曲

### DISC 1
1. We are SMAP! -Funky Lude-
  - 作詞・作曲：久保田利伸 / 編曲：柿崎洋一郎
2. SWING
  - 作詞：西寺郷太・谷口尚久 / 作曲：谷口尚久・西寺郷太 / 編曲：Rob Mounsey
3. 我的美好人生 (僕の素晴らしい人生)
  - 作詞・作曲・編曲：森大輔
4. 悄悄地 緊緊地
  - 作詞：麻生哲朗 / 作曲：久保田利伸 / 編曲：山本隆一郎
  - 於2009年8月26日發售第44張細碟
5. Trust 
  - 作詞・作曲・編曲：小室哲哉
6. FEEL IT
  - 作詞：SONG SOO YUN・HAN JAE HO・KIM SEUNG SOO / 作曲：HAN JAE HO・KIM SEUNG SOO / 編曲：HAN JAE HO・KIM SEUNG SOO・HONG SEUNG
7. 麻煩了GAIA (GAIAにおねがい)
  - 作詞  / 作曲：永井聖一 / 編曲：・永井聖一・真部脩一・西浦謙助
8. 賽牡丹 (ひなげし)
  - 作詞・作曲：萩原和樹 / 編曲：森俊之
9. 短髮 ()
  - 作詞：麻生哲朗 / 作曲：田中潤 / 編曲：宗像仁志
10. Magic Time
  - 作詞・作曲：山口一郎 / 編曲：富田謙
11. Love & Peace Inside?
  - 作詞・作曲・編曲：槇原敬之
  - 本作會同時收錄在第45張細碟『This is love(SB Version)』。
12. We are SMAP! -Bounce Lude-
  - 作詞・作曲：久保田利伸 / 編曲：柿崎洋一郎
13. SMAP的POSITIVE DANCE (SMAPのポジティブダンス)
  - 作詞： / 作曲：石野卓球 / 編曲：CMJK
14. Going Over
  - Words and Composed by RIP SLYME / Sound produced by RIP SLYME / Additional programming and arrangement by Yukihiro Fukutomi
15. Cry for the Smile
  - 作曲：Daniel Powter / 編曲：清水俊也 / 日本語詞：森内優希・zopp
16. We are SMAP!
  - 作詞：太田光 / 作曲・編曲：久石譲

### DISC 2
1. Memory 〜June〜
  - 作詞：・JINDOU・宮下浩司 / 作曲：・宮下浩司・宮下昌也 / 編曲：・宮下浩司
  - 中居正廣個人曲。
2. 給你的兩個 (君のままで…)
  - Music：David Foster・Kara Dioguardi / 編曲：中西亮輔 / 日本語詞：小林光明
  - 木村拓哉個人曲。
3. 愛與戀愛 (愛や恋や)
  - 作詞・作曲：矢吹香那 / 編曲：長岡成貢
  - 稻垣吾郎個人曲。
4. 回來了醉漢 (帰って来たヨッパライ)
  - 作詞： / 作曲：加藤和彦 / 編曲：DJパロディ・ギャング
  - 草彅剛個人曲。
5. No Way Out
  - 作詞・作曲：LOVE PSYCHEDELICO
  - 香取慎吾個人曲。

## 飲料
「We are SMAP!」是在2010年7月6日由朝日飲料發售的運動飲品。
- 以SMAP冠名的飲品是第3次，上次的冠名飲品已是8年前，是2002年的『Drink!Smap!』。這是首次跟朝日飲料商業搭配。
- 以500毫升的寶特瓶發售，形型設計統一，由於是運動飲品，每100毫升只有12卡路里
- 寶特瓶上的招紙跟專輯封面大致相同，只是文字改為黑色。
- 限定發售1000萬瓶

## 外部連結
- We are SMAP! （页面存档备份，存于） （@Victor Entertainment）
- We are SMAP! PET500mlについての公式プレスリリース （アサヒ飲料）